# ستيف بارو
ستيف بارو (بالإنجليزية: Steve Barrow)‏ هو ناقد موسيقي وصحفي بريطاني، ولد في 29 سبتمبر 1945.

## وصلات خارجية
- ستيف بارو على موقع ميوزك برينز (الإنجليزية)
- ستيف بارو على موقع أول ميوزيك (الإنجليزية)
- ستيف بارو على موقع ديسكوغز (الإنجليزية)